# Władysław Rożeń
Władysław Rożeń (ur. 18 listopada 1935, zm. 22 stycznia 2019 w Warszawie) – polski hokeista.
Był wychowankiem KTH Krynica, którego zawodnikiem był w latach 1950–1954, a następnie w latach 1954–1958 reprezentował barwy AZS Warszawa. W latach 1958–1960 był zawodnikiem Legii Warszawa z którą wywalczył mistrzostwo i wicemistrzostwo Polski. Następnie występował w barwach Polonii Bydgoszcz w latach 1960–1961 oraz ŁKS-u Łódź w latach 1961–1968. Był również członkiem reprezentacji Polski w latach 1958–1961. W 2004 został wyróżniony Złotą Odznaką PZHL.